# Nino Pagot
Nino Pagot, geboren als Nino Pagotto, (* 1908 in Venedig, Provinz Venedig, Italien; † 23. Mai 1972 in Mailand, Provinz Mailand, Italien) war ein italienischer Comic- und Trickfilmzeichner.

## Leben und Werk
Während des Ersten Weltkriegs erfolgte ein Umzug nach Mailand. Pagot begann gegen Ende der 1920er-Jahre für verschiedene Zeitschriften zu zeichnen, nachdem er zuvor eine technische Ausbildung erhalten hatte. Im Jahr 1936 wurde er Mitarbeiter der ersten Stunde bei der neugegründeten Satirezeitschrift Bertoldo. Zwischen den Jahren 1937 and 1941 zeichnete Pagot Geschichten für die vom Verlagshaus Mondadori herausgegebenen Magazine Topolino und Paperino.  Für Mondadori entstanden auch in Zusammenarbeit mit Federico Pedrocchi zwei Schneewittchen-Geschichten. Zu Beginn der 1940er-Jahre wandte sich Pagot dem Filmgeschäft zu und arbeitete mit seinem jüngeren Bruder Toni zusammen
. Nach dem Zweiten Weltkrieg schufen die beiden Brüder mit I fratelli Dinamite einen der ersten italienischen Zeichentrickfilme in Spielfilmlänge, dem weitere Trickfilme, insbesondere für Hanna-Barbera, folgten. Im Jahr 1963 entstand aus der Zusammenarbeit der Pagot-Brüder das schwarze Küken Calimero.